# KZ-Außenlager Boelcke-Kaserne

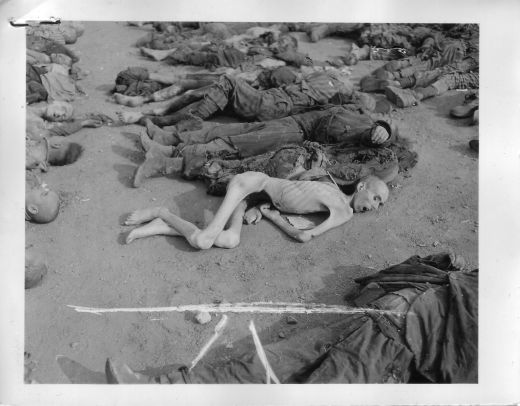
Häftlingsleichen auf dem Gelände der Boelcke-Kaserne. Aufgenommen am 13. April 1945.

Das KZ-Außenlager Boelcke-Kaserne war ein vom 8. Januar 1945 bis zum 11. April 1945 bestehendes Außenlager des KZ Mittelbau für männliche Häftlinge. Es befand sich auf dem Gelände der ehemaligen Boelcke-Kaserne im südöstlichen Nordhausen.

## Vorgeschichte
Bereits ab 1943 war an dem Ort ein Zwangsarbeiterlager, in dem sowjetische und französische Zwangsarbeiter untergebracht waren. Diese arbeiteten in einem ortsansässigen Maschinenbauunternehmen. Im Juni 1944 kamen weitere Zwangsarbeiter hinzu, die bei den Junkerswerken und in der Stollenanlage im Kohnstein arbeiten mussten. Bis Anfang Januar 1945 war das Lager mit bis zu 10.000 Zwangsarbeitern belegt. Zudem gab es auf dem Areal noch ein Straflager der Gestapo für deren Häftlinge.

## KZ-Außenlager Boelcke-Kaserne

Schema des Außenlagers

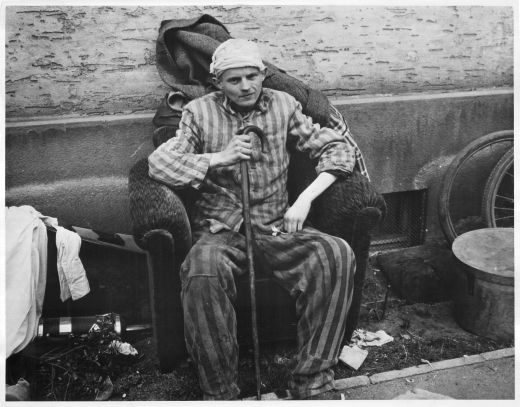
Unbekannter Häftling sitzt mit Krückstock nach der Befreiung am 12. April 1945 in einem Sessel vor der Boelcke-Kaserne.

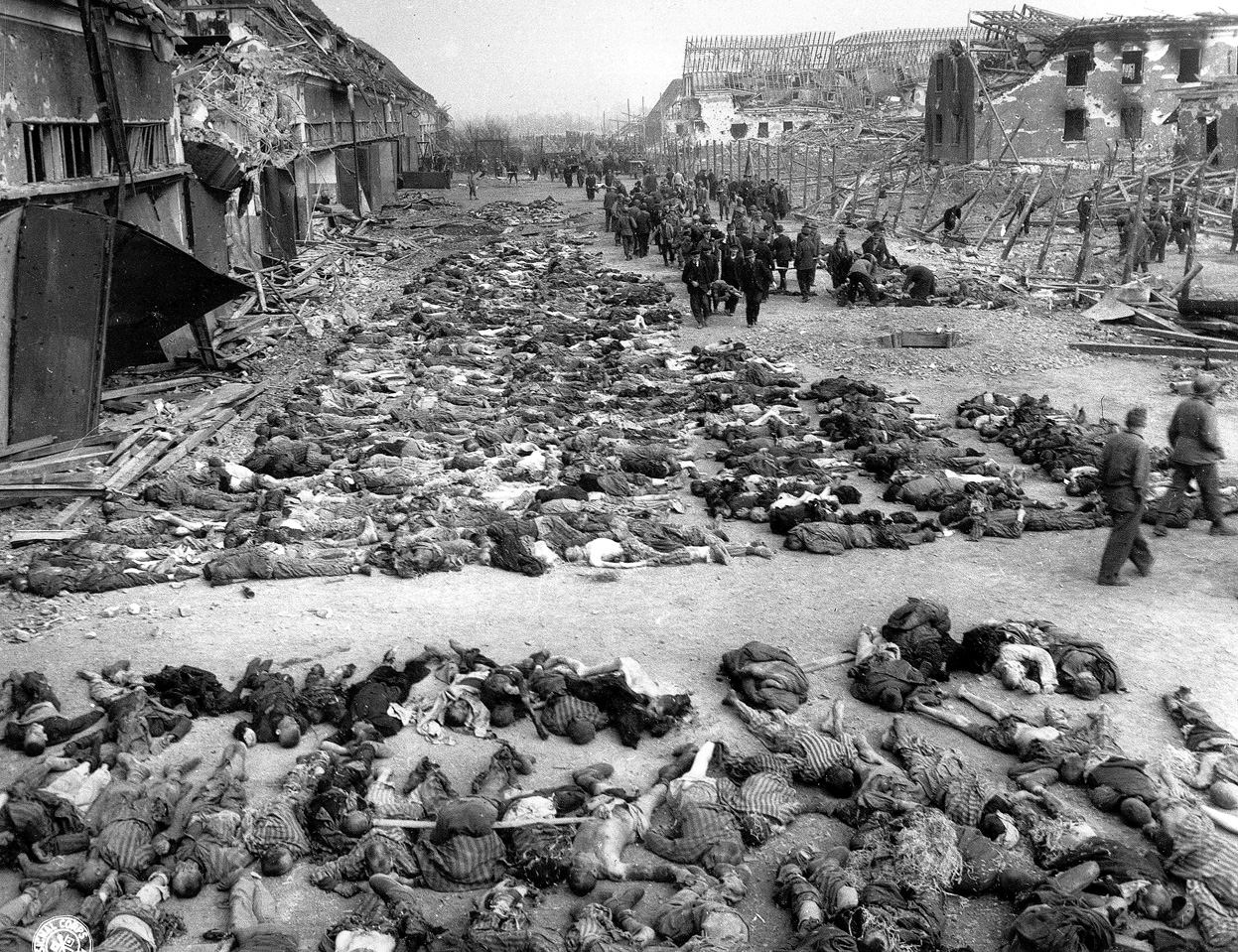
Einwohner Nordhausens tragen am 12. April 1945 unter Beaufsichtigung von Soldaten der US-Armee tote Häftlinge aus der Boelcke-Kaserne und legen sie davor ab.

Das Außenlager befand sich in einem separaten Lagerabschnitt, der mit einem elektrisch geladenen Stacheldraht umzäunt war. In diesem Lagerabschnitt befanden sich in zwei wiederum voneinander isolierten Hallen die Häftlingsunterkünfte sowie das Krankenrevier und die Häftlingsküche. Die Anzahl der Häftlinge stieg von wenigen hundert im Januar 1945 auf etwa 6.000 Häftlinge im April 1945 an. Darunter befanden sich etwa ein Drittel jüdische Häftlinge. Zunächst waren in dem Außenlager Häftlinge untergebracht, die in ortsansässigen Rüstungsbetrieben arbeiteten oder beim Bauvorhaben B11 Stollen in den Kohnstein treiben mussten.
Aus dem mit „Evakuierungstransporten“ aus dem KZ Auschwitz und dem KZ Groß-Rosen vollkommen überfüllten Konzentrationslager Mittelbau wurden ab Ende Januar nicht mehr arbeitsfähige kranke Häftlinge in das Außenlager Boelcke-Kaserne überstellt. Es wurde so zu einem „Kranken- und Sterbelager des Mittelbau-Komplexes“. Etwa 3.000 teilweise sterbenskranke Häftlinge wurden von der Lager-SS unter inhumanen Bedingungen in zwei Blöcken der vom Lager isolierten Halle als „Krankenrevier“ untergebracht, in dem ab März 1945 wiederum 800 an TBC erkrankte Häftlinge ohne medizinische Versorgung abgeschottet waren. Aufgrund von Mangelernährung, Vernachlässigung und den absolut unhygienischen Zuständen in diesem Konzentrationslager starben ab März 1945 bis zu hundert Häftlinge täglich.
Durch britische Bomberangriffe am 3. und 4. April 1945 auf Nordhausen wurde zum Teil auch die Boelckekaserne zerstört, wobei 1.300 KZ-Häftlinge zu Tode kamen. Anschließend verließ die Lager-SS die Boelcke-Kaserne. Mehreren Häftlingen gelang es während der Bombardierung zu fliehen und sich in der näheren Umgebung zu verstecken. Viele von ihnen wurden jedoch aufgespürt und durch Angehörige der örtlichen Polizei und der Wehrmacht erschossen.

## Befreiung des Lagers
Am 11. April 1945 befreiten Angehörige der US-Army das KZ-Außenlager Boelcke-Kaserne und fanden neben mehreren hundert entkräfteten Überlebenden über 1.300 Leichen bereits im Verwesungszustand vor. Während des zwölfwöchigen Lagerbestehens verstarben in der Boelcke-Kaserne etwa 3.000 KZ-Häftlinge, daher wurde dieses Außenlager im Häftlingsjargon auch als „lebendes Krematorium“ bezeichnet. In die Todeszahlen nicht eingerechnet sind die am 8. März 1945 in das KZ Bergen-Belsen überstellten 2.250 KZ-Häftlinge der Boelcke-Kaserne und des Außenlagers Ellrich-Juliushütte, von denen wahrscheinlich niemand überlebte. Trotz umgehend eingeleiteter medizinischer Hilfsmaßnahmen verstarben auch noch nach der Befreiung weitere KZ-Häftlinge und Zwangsarbeiter.

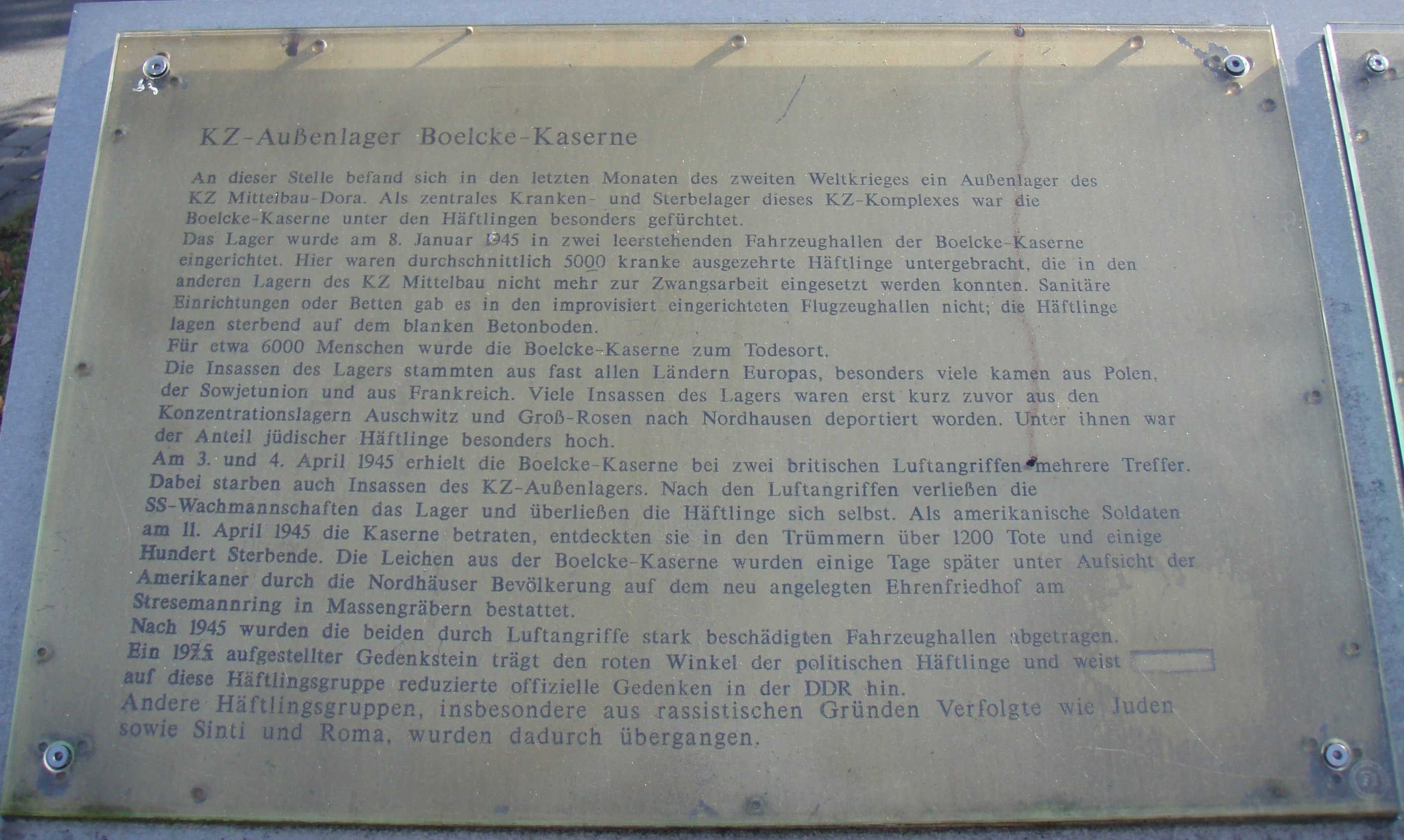
Gedenktafel

Nachdem die ortsansässige Bevölkerung gezwungen worden war als Zeugen durch das befreite Lager zu gehen, mussten am 16. April 1945 Männer aus Nordhausen, insbesondere NS-Funktionäre, die Häftlingsleichname in Massengräbern auf einem Ehrenfriedhof des städtischen Friedhofes Nordhausen beisetzen.
Die grauenhaften Aufnahmen, die Angehörige des US Army Signal Corps nach der Befreiung des Lagers dort machten, wurden bald in den Wochenschauen der USA als auch Großbritannien gezeigt.

## Strafverfolgung der Lagerleitung
Lagerleiter war der SS-Obersturmführer Heinrich Josten. Josten, der zuvor im KZ Auschwitz eingesetzt war, erhielt im Krakauer Auschwitzprozess das Todesurteil und wurde 1948 hingerichtet. Als stellvertretender Lagerleiter fungierte der SS-Hauptscharführer Josef Kestel. Kestel erhielt im Buchenwald-Hauptprozess die Todesstrafe und wurde im November 1948 im Kriegsverbrechergefängnis Landsberg gehängt. Der zuständige Lagerarzt, SS-Hauptsturmführer Heinrich Schmidt, war lediglich Zeuge im Bergen-Belsen-Prozess und wurde 1947 im Nordhausen-Hauptprozess als auch 1979 im dritten Majdanek-Prozess aufgrund von Beweismangel freigesprochen.

## Gedenkort
Die Hangars für die Flugzeuge, in denen die Häftlinge untergebracht waren, wurden nach Kriegsende abgerissen. In den 1960er Jahren wurden auf dem Gelände Neubauten errichtet. Seit den 1970er Jahren erinnert in der Rothenburgstraße ein Gedenkstein an die Opfer des KZ-Außenlagers Boelcke-Kaserne.